# Presa del Convento
Presa del Convento är en ort i Mexiko.   Den ligger i kommunen Santa María del Río och delstaten San Luis Potosí, i den centrala delen av landet, 300 km nordväst om huvudstaden Mexico City. Presa del Convento ligger 1 753 meter över havet och antalet invånare är 141.
Terrängen runt Presa del Convento är huvudsakligen kuperad, men åt nordväst är den platt. Presa del Convento ligger nere i en dal. Runt Presa del Convento är det ganska glesbefolkat, med 22 invånare per kvadratkilometer. Närmaste större samhälle är Santa María del Río, 4,6 km sydost om Presa del Convento. Omgivningarna runt Presa del Convento är i huvudsak ett öppet busklandskap.